# Captain Eo's Voyage
Albums de Buckethead
Spinal Clock
(2010) 3 Foot Clearance
(2010)
Captain EO's Voyage est le 29e album de Buckethead. Il fait référence au film de Michael Jackson, « Captain EO ». L'album fut, dans un premier temps, publié en version numérique seulement le 20 octobre 2010 et par la suite dans sa version CD le 29 novembre 2010.

## Liste des pistes
| 1.    | Captain EO's Voyage    | 3:28 |
| 2.    | Light                  | 3:49 |
| 3.    | Infinity Appears       | 3:24 |
| 4.    | Stained Glass Hill     | 2:39 |
| 5.    | Trails of Moondust     | 3:38 |
| 6.    | Star Chasing           | 2:56 |
| 7.    | Dancing the Dream      | 3:47 |
| 8.    | The Siphoning Sequence | 3:54 |
| 9.    | Chase the Darkness Out | 3:06 |
| 10.   | Backwards Footprint    | 1:56 |
| 11.   | Tarantula Crossing     | 5:24 |
| 12.   | Tears in the Mirror    | 3:33 |
| 41:34 |                        |      |

## Remarques
- Stained Glass Hill a exactement la même piste rythmique que la piste #4 du disque #5 tiré du coffret In Search of The.
- Backwards Footprint a exactement la même piste rythmique que la piste #2 du disque #10 tiré du coffret In Search of The.